# 感器
感器是节肢动物的基本感觉器官。按照外部形态可分为毛形感器、锥形感器、刺形感器、腔锥形感器、钟形感器等。依据功能可分为机械感器、化学感器、温度感器和湿度感器等。